# Residencia de la Princesa Ljubica
La Residencia de la Princesa Ljubica se encuentra en Belgrado, en la calle Sime Markovica 8. Por su historia y su arquitectura la residencia tiene el estatus de monumento cultural de excepcional importancia.

## Historia
Hasta el año 1829, ese palacio sirvió como vivienda, pero, teniendo en cuenta su antigüedad y el grado de deterioro, el príncipe Miloš decidió construir otra residencia. La nueva residencia, llamada así durante su construcción, era más grande y más distinguida que la residencia señorial porque debía representar el creciente poderío económico de Miloš Obrenović, tras haber conseguido el Hatiserif (Edicto del Sultán) en 1830.
La Residencia de Princesa Ljubica es uno de los ejemplos más destacados de arquitectura urbana de la primera mitad del siglo XIX en Belgrado. Se construyó entre 1829 y 1830. Según la idea del príncipe Miloš, debía tener una doble función: ser vivienda de su familia, la princesa Ljubica y sus hijos Milan y Mihailo, posteriormente príncipes serbios, y al mismo tiempo la residencia de la corte. Se construyó a partir de la idea y bajo la dirección de Hadži Nikola Živković, pionero de la construcción serbia.
El príncipe Miloš decidió encargar las obras al constructor de Voden, Hadži Nikola Živković, porque en aquella época en Belgrado no había constructores ya que no se había edificado nada durante años. De esta manera Nikola Živković llegó a ser el primer arquitecto de la Serbia restaurada y dirigió todas las obras que el príncipe Miloš emprendió durante su primera regencia.
Se inició la excavación para los cimientos en julio de 1829 y la residencia fue terminada en otoño de 1830. La princesa Ljubica informó a su marido en una carta del 22 de noviembre de 1830 que “se han acomodado en la nueva residencia”. Posteriormente, en 1836, se añadió un baño turco (hamam) así como un ala de una planta.

## Posición
La Residencia de la Princesa Ljubica se encuentra en la esquina de las calles Kneza Sime Markovića y Kralja Petra, anteriormente las calles Bogojavljenska y Dubrovačka, en uno de los barrios más antiguos de Belgrado. Enfrente de la actual Iglesia Catedral se ubicaba el antiguo palacio del príncipe y ocupaba, aproximadamente, el espacio desde la entrada del actual edificio del Patriarcado ortodoxo hasta los jardines de la actual Residencia de la Princesa Ljubica.
La residencia de la Princesa Ljubica se situó en un solar independiente, en medio de un jardín amplio, al principio rodeado de unos muros altos, al igual que los demás edificios de este tipo, y entre una vegetación frondosa. Contaba con un patio exterior, al que se accedía por la puerta de carruajes, y también con un patio interior que daba a la calle Kosančićev venac. La fachada principal, en la que destaca el mirador de divanhana (salón para fumar y charlar), da al río Sava.

## Arquitectura
La base de la Residencia tiene forma rectangular y es de un considerable tamaño, consta de tres niveles –el sótano, la planta baja y el piso. El sótano está abovedado y la planta baja y el piso construidos de forma clásica con enladrillado y con la técnica “bondruk”, que consistía en una estructura de madera rellenada con ladrillo. El tejado a cuatro aguas, coronado por una cúpula octogonal y ocho chimeneas, está cubierto con tejas de adobe.
Esta edificación posee todos los rasgos de casas urbanas de estilo serbio – balcánico. La planta baja y el piso cuentan con un vestíbulo central a cuyo alrededor están distribuidos los demás aposentos, reflejando el planteamiento tradicional de distribución de espacios proveniente de antiguos patios interiores. En ambas alturas se encuentran sendos aposentos para fumar y charlar, un tipo de salón actual y a la vez sala de visitas. El divanhana en la planta baja está separado del resto por dos escalones y bordeado con pilares de madera parapetados. Junto a este salón se colocó una escalera ancha que lleva al jardín y esta entrada es más amplia que aquella de la calle.
El salón de fumar del primer piso es más íntimo. Por ambos lados está rodeado por los tabiques mientras que solo dos pilares están orientados al espacio central. El suelo del salón está a nivel del resto de la estancia, todo cubierto con tablas de madera. Este salón da a la calle.
Aunque en su planteamiento espacial se apoya en la tradición oriental, la Residencia de la Princesa Ljubica se puede considerar un hito decisivo en la arquitectura de Belgrado, ya que en su modelación exterior y los elementos decorativos se vislumbra la influencia de la arquitectura europea. Esta visión europea se percibe particularmente en la diversidad de las fachadas, en las líneas quebradas del tejado, las chimeneas y la cúpula, en los detalles secundarios en la modelación de las fachadas – pilastras, acabados arqueados y marcos moldeados de las ventanas,  cornisas perfiladas y también en algunos detalles del interior. Las ventanas miradores en la fachada, típicamente rectangulares, tienen forma semiesférica en la base.

## Desarrollo de la residencia
Una de las primeras noticias que tenemos sobre la Residencia de Princesa Ljubica es la crónica de viajes de Otto Dubislav Pirch de 1829. “Una pequeña porción de Belgrado destaca entre las demás y es un pequeño recinto en la parte suroeste de la calle principal en el casco viejo de la villa. (…) Aunque no sea el más grande, por su forma es el edificio más bello que he visto en Serbia.” La nueva residencia, ya por el uso que se le adjudicó, se diferenciaba de casas residenciales comunes y “cuenta con algunos aspectos que la (…) igualan a los palacios fortificados de los grandes bajás y ricos beyes.”
La princesa Ljubica, aunque una mujer modesta, quería organizar una vida de alto nivel en el palacio. En la correspondencia conservada entre la princesa y el príncipe Miloš, del 1 de enero de 1831,  Ljubica pide a su marido que “se consigan calcetines rojos para los criados del palacio”. Sospechamos que la respuesta del príncipe fue negativa ya que en su carta del 24 de enero la princesa comunica que ella “se puede valer sola, sin criados”.
Durante la primera regencia del príncipe Miloš en la Residencia de Princesa Ljubica se alojó la tesorería del estado, allí se celebraron las sesiones de la Regencia del principado hasta la vuelta del príncipe Miloš a Serbia en 1840, el propio príncipe Miloš vivió en la Residencia hasta 1842.

## La residencia del liceo hasta galería y museo
Después, albergó el Liceo, luego el Primer Instituto de enseñanza secundaria de Belgrado, más tarde el Tribunal de Apelaciones. En 1912 la Residencia acogió el Instituto de educación de niños sordomudos y desde 1929 el Museo de arte contemporáneo. Hasta el 6 de abril de 1941 en el edificio había estado el Museo eclesiástico. De 1945 a 1947 la Residencia acomodó una parte del Patriarcado y desde 1947 el Instituto de protección del patrimonio cultural de la república. 
En el período entre 1971 y 1979 se emprendieron obras de conservación y restauración con las que se saneó el edificio y se renovaron su fachada y el interior. En aquella ocasión la Residencia de Princesa Ljubica, que hoy en día sigue siendo parte del Museo de Belgrado, se adaptó para una representativa exposición museística. 
La Residencia de Princesa Ljubica fue declarada patrimonio cultural de gran interés en 1979.